# بیمارستان سیدالشهدا (جهرم)
بیمارستان سیدالشهدا بیمارستانی آموزشی درمانی واقع در شهر جهرم، استان فارس وابسته به دانشگاه علوم پزشکی جهرم با ظرفیت ۳۱۳ تخت‌خواب است. این بیمارستان بزرگترین بیمارستان شهرستان‌های استان فارس و بزرگترین پروژه بهداشت و درمانی دولتی پس از انقلاب در این استان به‌شمار می‌رود.
این بیمارستان در کنار بیمارستان قلب ابوطالبی، بیمارستان اعصاب و روان دکتر رحمانیان، مرکز درمان ناباروری حکیم سلمان جهرمی و چندین بیمارستان و مرکز درمانی مکمل دیگر همراه با مراکز رفاهی و مسجد در مجموعه‌ای ۳۰ هکتاری با عنوان «مجتمع بیمارستانی برادران خواجه جهرمی» ساخته شده‌است. این بیمارستان در حال حاضر دومین بیمارستان فوق تخصصی تاسیس شده در استان فارس به شمار میرود.

## پیشینه
عملیات ساخت بیمارستان سیدالشهدا در سال ۱۳۸۷ در ۷ طبقه با ۲۷ هزار متر مربع زیر بنا آغاز شد و این بیمارستان در ۲۱ بهمن ۱۴۰۰ رسماً افتتاح شد. در زمان آغاز به ساخت، برای این بیمارستان ۲۲۰ تخت‌خواب پیش‌بینی شده‌بود که این تعداد با توجه به زیرساخت‌ها و ظرفیت‌های جهرم در حوزه پزشکی، به ۳۱۳ تخت‌خواب ارتقا یافت. برای ساخت این بیمارستان بالغ بر ۶۰۰ میلیارد تومان هزینه شده و ارزش روز آن بیش از هزار میلیارد تومان برآورد می‌شود.

## بیمارستان قلب ابوطالبی
بیمارستان قلب ابوطالبی بیمارستانی آموزشی–درمانی و فوق تخصصی در حوزه قلب واقع در این مجتمع بیمارستانی است و ۳۰ تخت خواب دارد. این بیمارستان در ۴۶۰۰ متر مربع زیربنا تا سال آینده به بهره‌برداری می‌رسد.

## بیمارستان اعصاب و روان رحمانیان
بیمارستان اعصاب و روان رحمانیان بیمارستانی آموزشی–درمانی و تخصصی در حوزه اعصاب و روان است و ۵۶ تخت خواب دارد. این بیمارستان در دست ساخت دارای ۳۰۰۰ متر مربع زیربناست.

## مرکز درمان ناباروری حکیم سلمان جهرمی

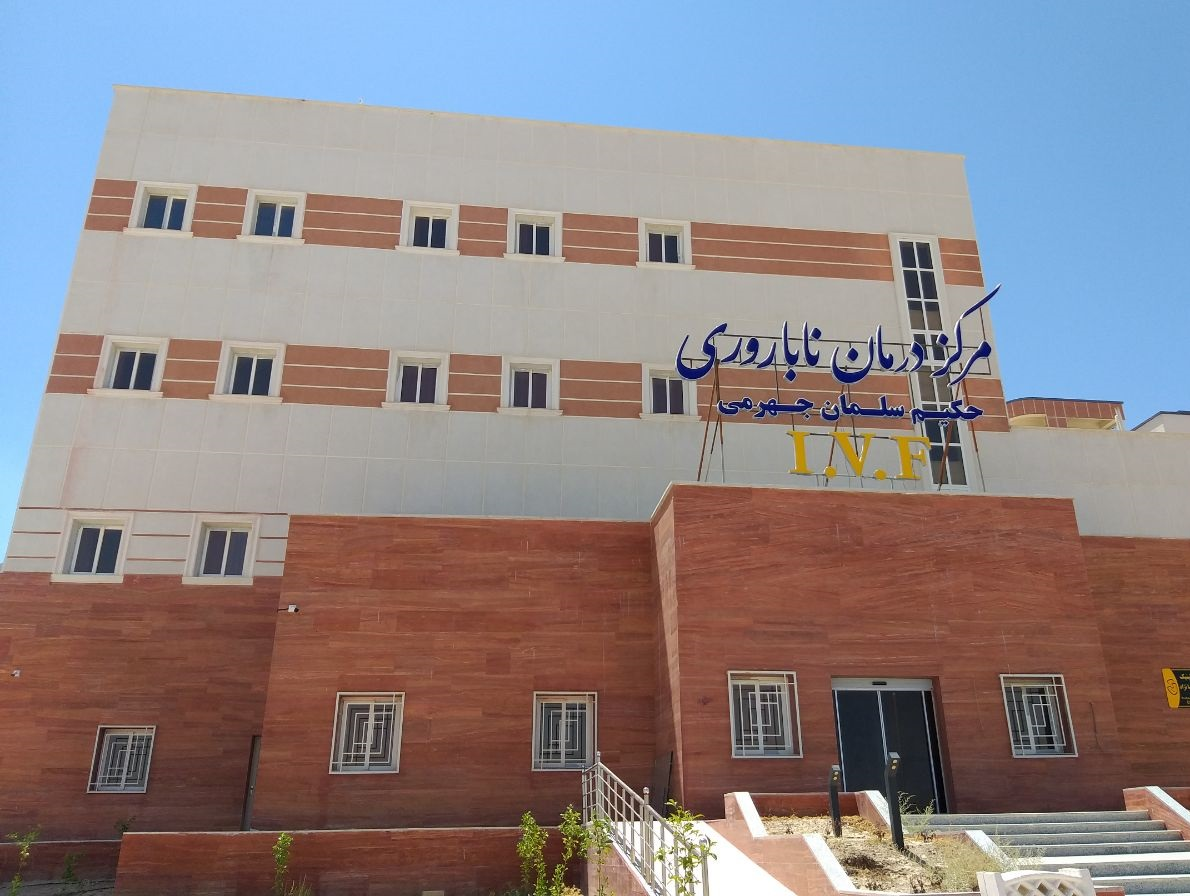
مرکز درمان ناباروری حکیم سلمان جهرمی

مرکز درمان ناباروری حکیم سلمان جهرمی با زیربنای ۳۰۰۰ متر مربع در مجتمع بیمارستانی واقع شده و در ۲۱ بهمن ۱۴۰۰ همراه با بیمارستان سیدالشهدا به بهره‌برداری رسید. این مرکز در زمینه ناباروری و آی‌وی‌اف به ارائه خدمت می‌پردازد.